# هاوال اچ۶ کوپه
خودروی هاوال اچ۶ کوپه یک کامپکت اس‌یووی است که توسط گریت وال موتورز ساخته شده‌است.

## نسل اول (۲۰۱۵–۲۰۱۸)
هاوال اچ۶ کوپه که در نمایشگاه خودروی شانگهای ۲۰۱۵ رونمایی شده‌است، نسخه تولیدی قبلی هاوال کوپه سی است که در نمایشگاه خودروی پکن ۲۰۱۴ راه اندازی شد. با وجود ابعاد کمی کوچکتر در مقایسه با حالت عادی هاوال اچ۶، در بازار کمی بالاتر از هاوال اچ۶ قرار گرفت.
در سال ۲۰۱۷، نسخه ای از برچسب قرمز و یک برچسب آبی با طراحی ظاهری متفاوت در دسترس قرار گرفت و به سمت گروه‌های مختلف مشتری هدف قرار گرفت، در حالی که برچسب قرمز هاوال اچ۶ کوپه دریافت طراحی مجدد فاسیاهای جلو و عقب و مدل برچسب آبی تا حد زیادی همچنان باقی مانده‌است.
- نمای جلوی برچسب آبی هاوال اچ۶ کوپه ۲۰۱۶
- نمای عقب برچسب آبی هاوال اچ۶ کوپه ۲۰۱۶
- نمای جلوی فیس لیفت برچسب آبی هاوال اچ۶ کوپه ۲۰۱۸

## نسل دوم (۲۰۱۷-اکنون)
نسخه کاملاً مجلل برچسب قرمز از هاوال اچ۶ کوپه در سال ۲۰۱۸ با طراحی مجدد کل وسیله نقلیه معرفی شد، در حالی که در کنار اصلی هاوال اچ۶ کوپه اصلی به فروش می‌رسید و نمونه اصلی هاوال اچ۶ کوپه را یک مدل برچسب آبی می‌ساخت.
از فوریه ۲۰۱۹، یک فیس لیفت با نشان جدید برچسب مشکی و خاتمه دادن به مدل برچسب آبی جایگزین این آرم شد و به‌طور رسمی نسخه قبلی برچسب قرمز از هاوال اچ۶ کوپه را به مدل دوم تبدیل کرد. این مدل به روز شده از یک موتور ۱٬۵ لیتری توربوشارژ درون خط ۴ تولید می‌کند که ۱۶۹ اسب بخار و ۲۸۵ نیوتن متر گشتاور تولید می‌کند.
- نمای جلوی برچسب قرمز هاوال اچ۶ ۲۰۱۸
- نمای عقب برچسب قرمز هاوال اچ۶ ۲۰۱۸